# Resolució 2350 del Consell de Seguretat de les Nacions Unides
La Resolució 2350 del Consell de Seguretat de les Nacions Unides fou adoptada per unanimitat el 13 d'abril de 2017. La resolució posava fi a la Missió d'Estabilització de les Nacions Unides a Haití (MINUSTAH) a l'octubre de 2017, creant la nova Missió de les Nacions Unides per al Suport de la Justícia a Haití (MINIJUSTH).

## Observacions
La Resolució 2350 es va produir amb el "Grup d'amics d'Haití" dins de l'Organització d'Estats Americans. Uruguai, Bolívia i Brasil van criticar l'addició de paràgrafs sobre els quals, al seu judici, no hi havia hagut una consulta suficient. En particular, el paràgraf 18, que esmentava tota mena de problemes amb les tropes i els seus equips, va resultar ser superflu. El representant bolivià va dir que el pas es va prendre d'una resolució sobre una altra força de manteniment de la pau, i de cap manera es corresponia amb la realitat i l'alt grau de professionalitat entre les tropes de la MINUSTAH. Va trobar que no es podria adoptar cap paràgraf estàndard en totes les resolucions sobre operacions de pau. El seu col·lega brasiler va coincidir, dient que en tretze anys no s'havien produït cap dels problemes enumerats en el corresponent passatge. Brasil era el cap militar de la força de pau de la MINUSTAH i va aportar més de mil soldats.
Rússia va trobar que el mandat de la força de pau no era clar. Per exemple, el text es referia al Capítol VII de la Carta de les Nacions Unides, que implicava que es podia utilitzar la violència, mentre que els cascos blaus no estaven a Haití per una qüestió de drets humans.
La representant estatunidenca, Nikki Haley, va dir que s'havien afegit paràgrafs sobre rendició de comptes i informes per supervisar l'efectivitat del personal d'Haití. La missió podria ser un èxit, per a molts Haití va ser un malson en la pràctica. Per exemple, els mantenidors de la pau utilitzaven galetes i dolços per atraure els nens abandonats i abusar-ne sexualment. Els Estats Units, va dir, deixaven clar a l'ONU i als països que aportaven tropes que aquests casos d'abús s'havien de frenar.
Els membres del Consell de Seguretat van acordar que Haití havia aconseguit una certa estabilitat. Com a resultat, semblava el moment apropiat per reduir la força de pau del país.

## Contingut
El 7 de febrer de 2017, l'empresari Jovenel Moïse va ser nomenat president d'Haití. Això va succeir després que les eleccions presidencials van ser posposades en repetides ocasions a causa de la violència al país, però que foren més o menys pacífiques.
Haití, tanmateix, continuava enfrontant-se a problemes humanitaris importants, especialment després que el país hagués estat afectat per un huracà sever uns mesos abans. Entre altres, el còlera va continuar assotant el país i ja havia fet milers de víctimes. El 16 de desembre, l'Assemblea General va aprovar una resolució, aprovant un nou enfocament d'aquest problema. L'enfocament elaborat pel secretari general Ban Ki-moon era millorar la qualitat de l'aigua, el sanejament i la salut, i el suport a les víctimes.
En el seu informe del 16 de març de 2017 el Secretari General António Guterres recomanava la finalització de la MINUSTAH a l'octubre de 2017, i establir una nova força de manteniment de la pau per donar suport al govern. El mandat de la MINUSTAH es va estendre per última vegada fins al 15 d'octubre de 2017. Els 2.300 homes del component militar havien de retirar gradualment. La tasca principal continuava sent enfortir la Policia Nacional d'Haití (PNH), de manera que pogués garantir la seguretat al país.
En el seu lloc arribaria la MINUJUSTH, amb un mandat inicial el 15 d'abril de 2018. La MINUJUSTH consistiria en set unitats de policia amb un total de 980 homes i 295 agents individuals. La MINUSTAH tenia onze unitats i 1.001 agents. El mandat de la missió seria reforçar encara més l'HNP i controlar els drets humans.
El Consell va agrair als països que van aportar contribucions a la MINUSTAH. Alhora, se'ls va informar dels problemes que calia resoldre com les reserves nacionals no publicades (restriccions imposades per països sobre el desplegament de les seves tropes), manca de comandament, negar-se a obeir ordres, falta d'intervenció en atacs civils i equips inadequats.